# Нижнє (Боринська селищна громада)
Ни́жнє — село в Україні, у Самбірському районі Львівської області. Населення становить 547 осіб. Орган місцевого самоврядування — Боринська селищна рада.

## Історія
У 1891—1892 роках в селі бував Іван Франко.
У 1939 році — 1090 мешканців (1000 українців, 10 поляків і 80 євреїв).
7.5.1946 року хутір Шотуство перейменували на хутір Гречковець, село Ботелка Нижня — на село Нижнє і Ботелко-Нижнянську сільську Раду — на Нижнянська.

## Церква
Дерев'яний храм Собору Пресвятої Богородиці розташований посеред села біля дороги й цвинтаря. Церква збудована 1870 року й входить до реєстру пам'яток архітектури національного значення. Будівля тризрубна, триверха, належить до бойківського типу. Квадратні зруби розташовані по осі захід-схід. Наву вінчає пірамідальний наметовий верх з трьома заломами, вівтар аналогічний — з двома заломами, а над бабинцем здіймається стовповий верх дзвіниці, вкритий наметовим дахом. Вінчають всі верхи маківки з кованими оригінальними хрестами на підхрестових «яблуках». Оперізує церкву піддашшя, оперте на виступи вінців зрубів. З півночі під піддашшям влаштовано загати для зберігання церковного інвентарю.